# Nieś (rzeka)
Nieś (ros. Несь) – rzeka w Rosji w Nienieckim Okręgu Autonomicznym. Wypływa z jeziora Nieś. Uchodzi do Morza Białego kilka kilometrów na północny zachód od miejscowości Nieś. Jej długość wynosi 151 km, powierzchnia zlewni – 1860 km².